# Красноярская (Цимлянский район)
Красноя́рская — станица в Цимлянском районе Ростовской области.
Административный центр Красноярского сельского поселения. 

## Физико-географическая характеристика
Станица расположена в степи в пределах так называемой Танаисской впадины, являющейся частью Восточно-Европейской равнины, в низовьях реки Кумшак. Высота над уровнем моря — 18 метров. В окрестностях распространены чернозёмы солонцеватые.
Станица Красноярская — западный пригород города Цимлянска. Границей между Красноярской и Цимлянском служит железная дорога Куберле — Морозовская. По автомобильным дорогам расстояние до областного центра города Ростов-на-Дону (до центра города) составляет 260 км, до ближайшего относительно крупного города Волгодонска — 22 км. Через станицу проходит региональная автодорога Волгодонск — Цимлянск — Морозовск.
Климат
Климат умеренный континентальный, с жарким, порой засушливым летом и относительно холодной и малоснежной зимой (согласно классификации климатов Кёппена — Dfa). Среднегодовая температура воздуха положительная и составляет + 9,4 °C. Средняя температура самого холодного января −5,1 °С, самого жаркого месяца июля +23,7 °С. Многолетняя норма осадков — 442 мм. В течение года количество осадков распределено относительно равномерно: наименьшее количество осадков выпадает в марте (норма осадков — 29 мм), наибольшее количество — в июне (43 мм).
Часовой пояс
Красноярская, как и вся Ростовская область, находится в часовой зоне МСК (московское время). Смещение применяемого времени относительно UTC составляет +3:00.

## История
Основана как хутор Красноярский в первой половине XIX века. Хутор впервые обозначен на десятиверстной карте Шуберта 1840 года. В 1880 году в хутор из станицы Цимлянской был перенесён деревянный храм Илии Пророка. По состоянию на 1918 год хутор входил в Кумшацкий юрт (центр юрта — станица Кумшацкая) Первого Донского округа Области Войска Донского.
В 1948 году началось самовольное переселение в прилегающие к станице Красноярской хутора Сиволобов и Романов жителей станицы Кумшацкой. Станица Кумшацкая была расселена в связи со строительством Цимлянской ГЭС. Впоследствии хутора были включены в состав станицы Красноярской.

## Население
| 2002 | 2010  | 2017  |
| ---- | ----- | ----- |
| 5206 | ↘4968 | ↗5028 |